# 白塔满族乡
白塔满族乡是中华人民共和国辽宁省葫芦岛市兴城市下辖的一个民族乡。

## 行政区划
白塔满族乡下辖以下村级行政区划单位：
白塔村、塔沟村、朗月村、清水村、老边村和上范村。